# Hansruedi Wandfluh
Hansruedi Wandfluh, né le 16 janvier 1952 à Berne est une personnalité politique suisse membre de l'Union démocratique du centre.

## Biographie
Il est élu au Conseil national comme représentant du canton de Berne en 1999. Il est lieutenant-colonel dans l'armée suisse. Il démissionne fin 2014 du Conseil national.